# Jump on It
| Recensione | Giudizio |
| ---------- | -------- |
| AllMusic   | [ 1 ]    |

Jump On It è il quarto album dei Montrose, uscito nel 1976 per l'Etichetta discografica Warner Bros. Records.

## Tracce
1. Let's Go (Alcivar, Carmassi, James, Montrose) 4:15
2. What Are You Waitin' For? (Hartman) 3:48
3. Tuft-Sedge (Montrose) 2:50
4. Music Man (Montrose) 4:16
5. Jump on It (Alcivar, Carmassi, James, Montrose) 3:37
6. Rich Man (Hartman) 4:24
7. Crazy for You (Montrose, Rappaport) 3:26
8. Merry-Go-Round (Montrose) 5:38

## Formazione
- Bob James - voce
- Ronnie Montrose - chitarra
- Jim Alcivar - tastiere
- Randy Jo Hobbs - basso
- Denny Carmassi - batteria